# Modou Sowe
Modou Sowe, né le 25 novembre 1963, est un ancien arbitre gambien de football. Il fut arbitre FIFA de 1998 à 2008.

## Carrière
Il a officié dans différentes compétitions : 
- CAN 2004 (3 matchs)
- Championnat d'Europe de football des moins de 17 ans 2004 (2 matchs)
- CAN 2006 (2 matchs)
- Ligue des champions de la CAF 2006 (finale aller)
- Coupe de la confédération 2007 (finale retour)
- CAN 2008 (2 matchs)